# Стецько-Цабак Ольга Вікторівна
О́льга Ві́кторівна Стецько́-Цаба́к (нар. 9 червня 1963) — старша сержантка Національної поліції України; учасниця київського та криворізького євромайданів; з 2014 року — учасниця російсько-української війни; бійчиня Добровольчого українського корпусу та батальйону поліції «Кривбас». Псевдо — «Ядвіга».
Президентом України нагороджена медаллю «Захиснику Вітчизни» та відзнакою «За участь в антитерористичній операції».

## Життєпис
Після служби в армії 1985 року вирішила вступити до лав міліції. Здійснила поїздку на виведення Обмеженого контингенту радянських військ з Афганістану — як спеціальна кореспондентка. Близько трьох років відпрацювала молодшою інспекторкою карного розшуку (за напрямком незаконного обігу наркотиків). Навчалася у Калінінградському державному університеті.
У грудні 2013 року після побиття студентів на Майдані Незалежності зрозуміла, що байдужою бути не може. Брала участь у київському та криворізькому євромайданах.
Згодом пішла з друзями як військова волонтерка-інструкторка працювати на полігоні з мобілізованими. У вересні 2014 року приєдналася до добровольців Добровольчого українського корпусу (ДУК) у Пісках. Наприкінці жовтня того ж року стала бійчинею батальйону «Кривбас» (однак до лютого 2015-го залишалася бійцем двох батальйонів).
Вісім з половиною місяців перебувала на «нульовій лінії» оборони Лебединське-Широкине. Станом на жовтень 2018 року несла службу на Донеччині, неподалік Торецька. Брала участь у мобільних автопатрулях поблизу Залізного та Південного.
Своїм прикладом надихнула сина: він воював в батальйоні «Кривбас» та надалі служив офіцером у лавах Збройних сил України. У вільний час Ольга полюбляє малювати картини, псевдовітражі, розробляє друзям проєкти дизайну інтер’єру. 
|                       | Про свій вибір я не жалкувала жодного разу. Люблю те, що я роблю. Це почесна професія, це честь і гідність, це любов до Батьківщини. |
| — Ольга Стецько-Цабак | |

## Нагороди та вшанування
- Указом Президента України № 81/2020 від 13 березня 2020 року за «особисту мужність, виявлену у захисті державного суверенітету та територіальної цілісності України, самовіддане служіння Українському народу» нагороджена медаллю «Захиснику Вітчизни»[3]
- відзнака Президента України «За участь в антитерористичній операції»
- медаль «Операція об'єднаних сил за звитягу та вірність»
- відзнака Міністерства оборони України «За сприяння Збройним Силам України»
- медаль «За жертовність і любов до України»[1]

## Галерея

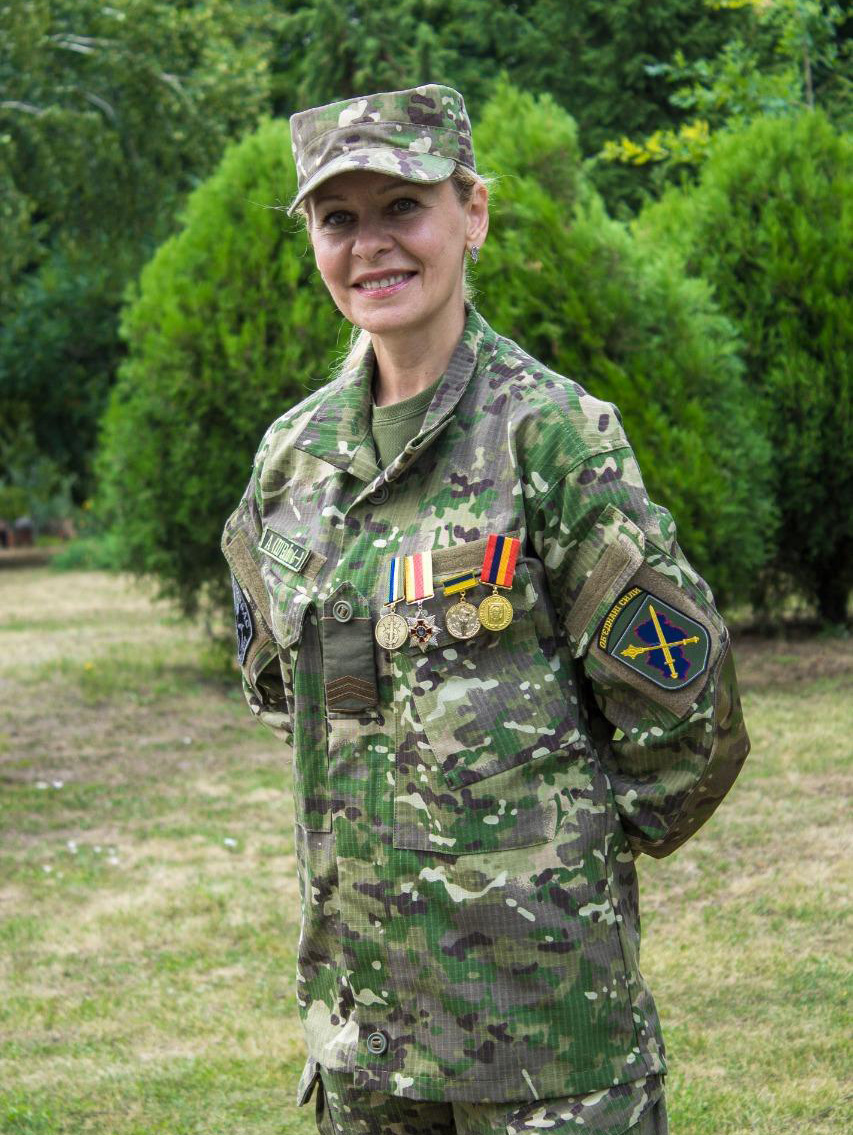
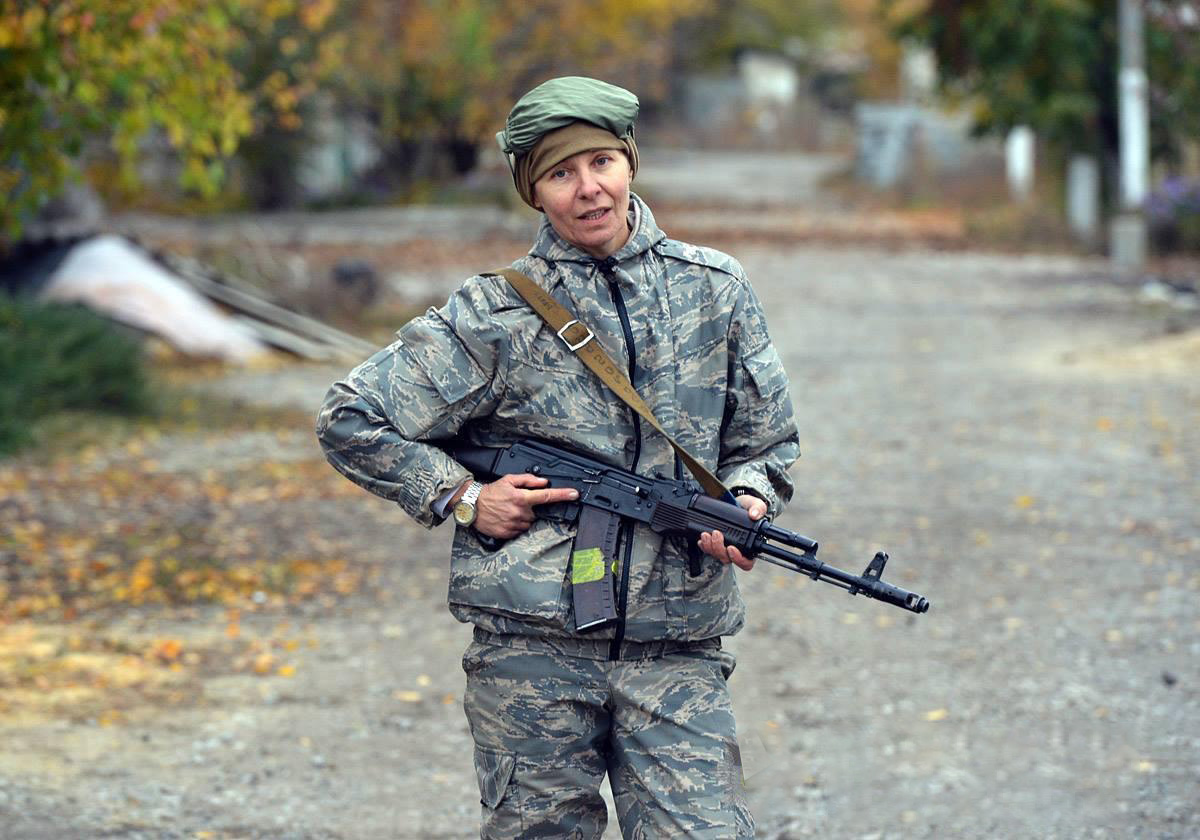
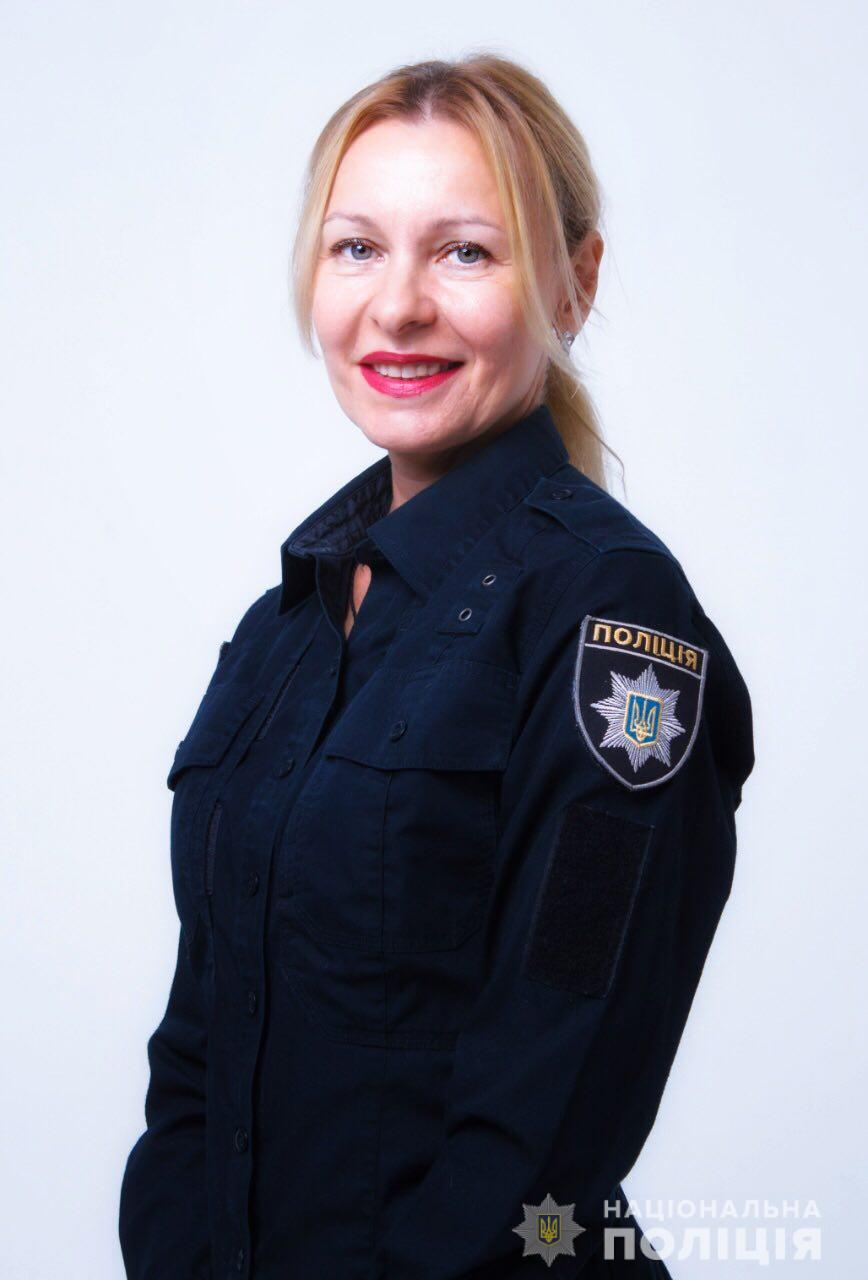